# Saison 1 d'Orphan Black
Chronologie
Saison 2
Cet article présente le guide des épisodes de la première saison de la série télévisée Orphan Black.

## Généralités
Chaque épisode a pour titre une citation de L'Origine des espèces de Charles Darwin. Le titre du premier épisode, Sélection Naturelle, est le titre du 4e chapitre. Le dernier épisode a pour titre la dernière phrase du livre.

## Distribution

### Acteurs principaux
- Tatiana Maslany (VF : Audrey d'Hulstère) : Sarah / Beth / Katja / Allison / Cosima / Helena / Rachel
- Jordan Gavaris (VF : Gauthier de Fauconval) : Felix, frère adoptif de Sarah
- Dylan Bruce (VF : Laurent Bonnet) : Paul, petit-ami de Beth
- Kevin Hanchard (en) (VF : Mathieu Moreau) : Arthur « Art » Bell, détective
- Michael Mando (VF : Enrico Salamone) : Vic, ex petit-ami de Sarah
- Maria Doyle Kennedy (VF : Manuela Servais) : Siobhan Sadler, (surnommée Mme. S), mère adoptive de Sarah et Felix

### Acteurs récurrents
- Skyler Wexler (VF : Clarisse De Vinck) : Kira, fille de Sarah, 7 ans
- Inga Cadranel : Détective Angela Deangelis, nouvelle partenaire d'Art
- Kristian Bruun (VF : Philippe Allard) : Donnie Hendrix, mari d'Allison
- Matt Frewer (VF : Patrick Descamps) : Dr Aldous Leekie
- Evelyne Brochu (VF : Séverine Cayron) : Delphine
- Natalie Lisinska : Aynsley Norris, voisine d'Alison
- Miriam McDonald : Madison, la secrétaire de Paul

## Liste des épisodes

### Épisode 1:Sélection naturelle
- Canada /  États-Unis : 30 mars 2013 sur Space / BBC America
- France : 20 novembre 2013 sur Numéro 23
  - 25 mars 2014 sur Syfy France
- Québec : 27 mai 2014 sur Ztélé

- Elizabeth Saunders (Dr Anita Bowers)
- Marqus Bobesich (Rockabilly Bob)
- Jamila Fleming (Sherry)
- Jean-Michel Le Gal (Steven Riggs)
- Diana Salvatore (Bobby)
- Dom Fiore (un capitaine de police)
- Justin Skye Conley (l'homme de bureau)
- Ivan Sherry (l'agent des affaires internes)
- Janette Luu (reporter)
- Denika Ellis-Dawson (une petite fille)
- Joanne Reece (l'avocat de Beth)
- Audra Yulanda Gray (une femme, créditée Audra Yolanda Gray)
- Eileen Li (la réceptionniste)

### Épisode 2:Instinct
- Canada /  États-Unis : 6 avril 2013 sur Space / BBC America
- Québec : 3 juin 2014 sur Ztélé

- Elizabeth Saunders (Dr Anita Bowers)
- Marqus Bobesich (Rockabilly Bob)
- Jamila Fleming (Sherry)
- Dom Fiore (un capitaine de police)
- Ivan Sherry (l'agent des affaires internes)
- Reid Janisse (un homme au bureau)
- Dale Samms (l'agent de sécurité de l'hôtel)
- Joanne Reece (l'avocat de Beth)

### Épisode 3:De la variation à l'état de nature
- Canada /  États-Unis : 13 avril 2013 sur Space / BBC America
- Québec : 10 juin 2014 sur Ztélé

### Épisode 4:Le Lien
- Canada /  États-Unis : 20 avril 2013 sur Space / BBC America
- Québec : 17 juin 2014 sur Ztélé

### Épisode 5:Conditions d'existence
- Canada /  États-Unis : 27 avril 2013 sur Space / BBC America
- Québec : 24 juin 2014 sur Ztélé

On s'interroge sur le rôle que jouent vraiment les partenaires de chaque clone. Sarah s'interroge au sujet de Paul, après avoir découvert qu'il réalisait d'étranges expériences sur elle à son insu. En parallèle, Paul s'interroge sur « Beth » après avoir remarqué des différences sur le corps de Sarah. Leur relation devient plus tendue et émaillée de paranoïa. Ils s'espionnent mutuellement avant de s'affronter en face-à-face. Alison découvre que son mari cache également une part d'ombre et cela l'obsède totalement. Cosima fait la connaissance d'une frenchie. On se demande si les surveillants sont aussi malveillants qu'on pourrait le croire à première vue.

### Épisode 6:Questions en suspens
- Canada /  États-Unis : 4 mai 2013 sur Space / BBC America
- Québec : 1er juillet 2014 sur Ztélé

Alison perd les pédales lorsqu'elle découvre grâce à sa caméra de surveillance que son mari se lève dans la nuit et disparaît. Elle le ligote et le bâillonne, avant d'être rattrapée par l'arrivée de ses voisins car pas de chance, elle avait oublié qu'elle devait organiser une fête de voisinage cet après-midi là. Aidée par Felix et surtout Sarah qui a les mêmes traits, elle alterne alors les mondanités entre housewives et l'interrogatoire de son mari au sous-sol. Mais très vite rattrapée par les verres d'alcool, le retour de Vic, l'arrivée de Paul, et le comportement parasitaire de sa voisine d'en face, Alison subit toutes sortes de situations mi-comiques, tandis que Sarah en connaît de plus angoissantes. L'épisode se joue de l'ubiquité.

### Épisode 7:L'Évolution auto-contrôlée
- Canada /  États-Unis : 11 mai 2013 sur Space / BBC America
- Québec : 8 juillet 2014 sur Ztélé

Au poste de police, Art découvre que les ADN de Katia et d'Helena sont identiques, ce qui lui pose un gros problème, la victime et la criminelle ne pouvant être une seule personne. L'étau se resserre autour de Beth et de Sarah Manning.
Tomas ordonne à Helena de tuer les clones mais celle-ci semble éprouver de l'empathie pour Sarah, avec qui elle déjeune. Toutefois, Sarah est contrainte de lui divulguer des noms. Helena s'introduit dans l'appartement de Beth et subtilise une photo légendée de Kira.
Mrs S. aide Sarah dans ses recherches sur ses origines biologiques. 
Cosima éprouve de l'attirance pour Delphine mais celle-ci rejette ses avances.

### Épisode 8:Une ressemblance troublante
- Canada /  États-Unis : 18 mai 2013 sur Space / BBC America
- Québec : 15 juillet 2014 sur Ztélé

Malgré les conseils de Sarah, Alison essaie de démasquer sa voisine Aynsley et lui faire avouer qu'elle est son observateur. Aynslye refusant d'avouer et de s'éloigner d'elle, Alison se venge en couchant avec son mari sur un parking. Delphine est chargée par Leekie de découvrir ce que sait exactement Cosima sur les clones. Après avoir couché avec elle, Delphine fouille donc ses dossiers et Leekie découvre ainsi l'existence de Sarah, mais elle ne dit rien à propos de Kira. Leekie fait ensuite tuer Olivier, qui lui a menti sur son agression.

### Épisode 9:Sélection inconsciente
- Canada /  États-Unis : 25 mai 2013 sur Space / BBC America
- Québec : 22 juillet 2014 sur Ztélé

Kira est amenée à l'hôpital en urgence mais les médecins sont perplexes : malgré le choc, la fillette n'a que des blessures superficielles. Elle est donc ramenée chez Mme S. Sarah part avec Paul à la rencontre du Dr Leekie pendant qu'Alison essaie de se reprendre en main avec l'aide de Felix. Ils vont alors tomber sur une intervention organisée par Aynsley, mais après s'être effondrée en larmes, Alison confronte Aynsley devant ses amis et voisins et la faire fuir tout en se réconciliant avec son mari. De son côté, Cosima et Delphine se disputent après s'être révélé leurs mensonges respectifs. Cosima découvre également que l'ADN des clones n'est pas strictement identique et qu'elles peuvent être différenciées.

### Épisode 10:Une quantité infinie de belles formes
- Canada /  États-Unis : 1er juin 2013 sur Space / BBC America
- Québec : 29 juillet 2014 sur Ztélé

Sous l'initiative de Rachel Duncan, une autre clone travaillant pour les néolutionnistes, Alison, Cosima et Sarah reçoivent une offre des laboratoires Dyad : elles deviennent libres de toute surveillance mais restent disponibles pour un suivi médical. Sarah échappe ainsi à son arrestation par Art, qui avait permis l'évasion de Helena. Les trois femmes s'interrogent alors sur leur avenir et la confiance à accorder à leurs créateurs, même si Alison est prête à accepter pour protéger ses enfants. Le lendemain, Delphine arrive pour aider Cosima à exploiter les données sur son génome que lui a offertes Leekie. Sarah part à la rencontre d'Amelia, qui voulait lui révéler des secrets de Mme S., mais elle se fait piéger par Helena qui la poignarde. Sarah la retrouve dans une usine abandonnée où elle finit par abattre sa jumelle.